# 小林星 (3500)
小林星（3500）（3500 Kobayashi）是一颗围绕太阳公转的小行星。1919年9月18日，由德國天文學家卡尔·威廉·萊因穆特在海德堡王座山天文台发现。
該小行星以日本業餘天文學家小林隆男命名。
由於這顆小行星的漢字名字與另外一顆編號185636號的小行星，以台灣高雄縣甲仙鄉的小林村命名「小林」相同。根據小行星命名及中文譯名準則的第26條，如果小行星在命名時英文不同，但中文文字相同，需在中文星名後加上小行星編號，用作識別。
这颗小行星的绝对星等为12.96。直徑7.42公里。